# Хо Лян
Хо Лян (кит. упр. 火亮, пиньинь Huǒ Liàng, род. 29 сентября 1989, Шанхай) — китайский прыгун в воду, олимпийский чемпион 2008 года, трёхкратный чемпион мира, чемпион Азиатских игр. Выступает в прыжках с 10-метровой вышки.
На Олимпийских играх 2008 года в Пекине 18-летний Хо Лян, кроме победы в синхронных прыжках с вышки (в паре с Линь Юэ), занял 4-е место в личных прыжках.